# Chevrolet Beretta

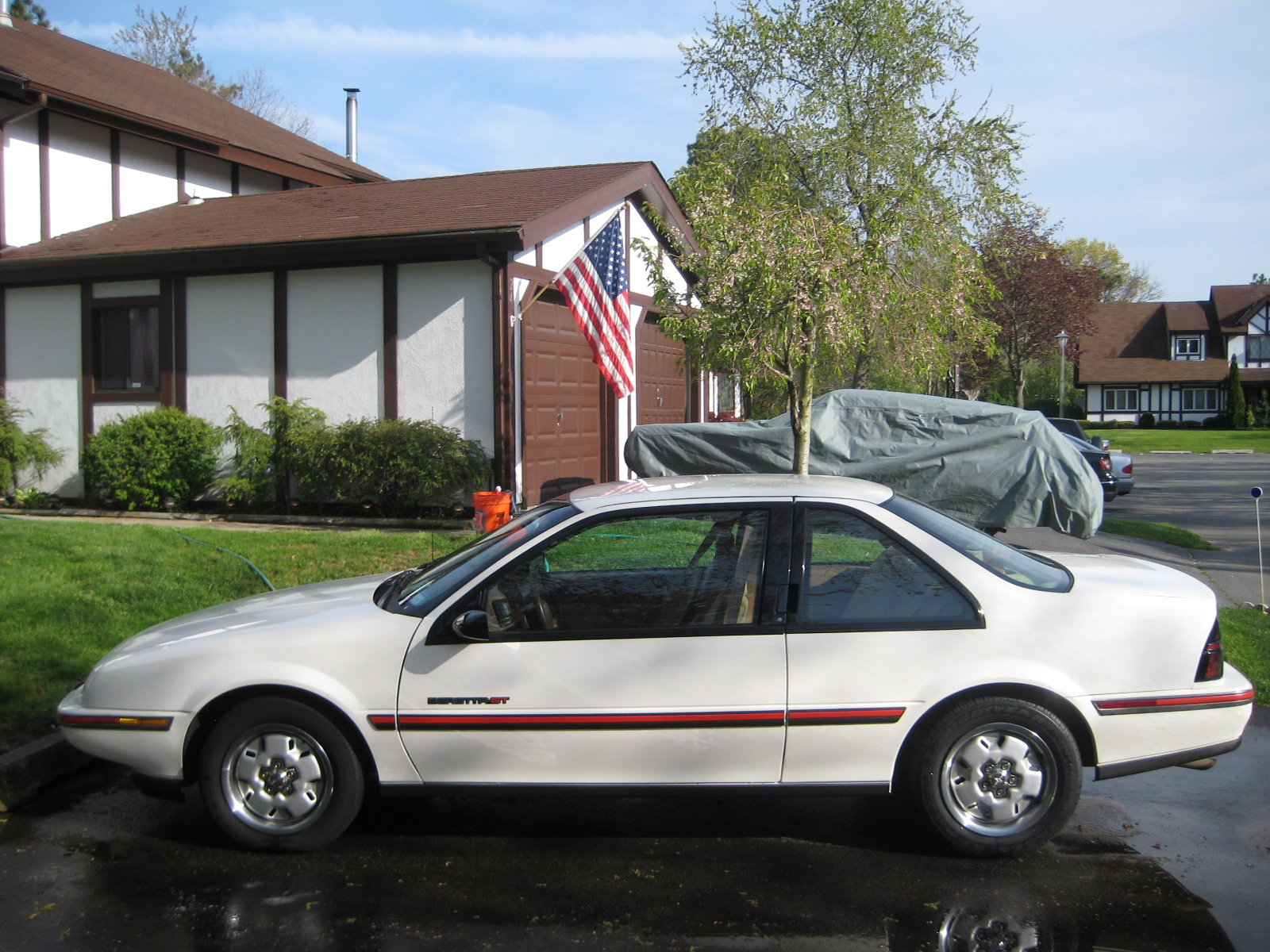
1989 Chevrolet Beretta GT

Chevrolet Beretta — компактный автомобиль, выпускавшийся подразделением Chevrolet компании General Motors с 1987 по 1996 год. 

## Описание
Beretta разрабатывался в дизайнерской студии Exterior Studio 3, где также разрабатывались Camaro и Corvette, и выпускался в Уилмингтоне и Нью-Джерси наряду с другими моделями на платформе GM L. Модель выпускалась в комплектациях Base, CL, GT, GTU, Indy, GTZ и Z26. Кабриолет позиционировался как автомобиль безопасности для гонки «500 миль Индианаполиса», и поэтому первоначально планировалось, что Beretta будет выпускаться в кузове кабриолет, однако вместо этого автомобиль стал выпускаться в купеобразном кузове.
В 1991 году в интерьер были внесены изменения, коснувшиеся приборной панели и центральной консоли. Со стороны водителя была установлена подушка безопасности.
В 1994 году комплектации GT и GTZ были заменены комплектацией Z26. Последний Beretta сошёл с конвейера 30 июля 1996 года.

## Технические характеристики
Chevrolet Beretta в базовой комплектации оснащался 2,2-литровым четырёхцилиндровым двигателем, который сочетался в паре с трёхступенчатой автоматической трансмиссией, или же шестицилиндровым двигателем в конфигурации 60 градусов. 
Комплектация GT оснащалась 2,8-литровым шестицилиндровым двигателем мощностью 125 л. с., у которого в 1990 году объём увеличился до 3,1 литра. 
Комплектация GTU, выпускавшаяся с 1988 по 1990 год, оснащалась подвеской FE7 и колёсными дисками из алюминиевых сплавов размером 16x7 дюймов, индивидуальными обвесами, задним спойлером, зеркалами, индивидуальной отделкой и отличительными знаками. Модель окрашивалась в чёрный, красный и белый цвета.
Комплектация GTZ, выпускавшаяся с 1990 по 1993 год, оснащалась 2,3-литровым четырёхцилиндровым двигателем мощностью 134 кВт (180 л. с.) и крутящим моментом 217 Н·м, который сочетался в паре с пятиступенчатой механической трансмиссией.
С 1994 года 3,1-литровый шестицилиндровый двигатель сочетался в паре только с автоматической трансмиссией, а 2,3-литровый — с пятиступенчатой механической трансмиссией. В 1995 году мощность шестицилиндрового двигателя была снижена на 5 л. с., а четырёхцилиндрового — на 10 л. с.

## Комплектации
- 1987—1996 — Base/CL
- 1988—1993 — GT
- 1988—1989 — GTU
- 1990 —  Indy
- 1990—1993 — GTZ (разгон до 100 км/ч за 7,6 сек.)
- 1994—1996 — Z26 (разгон до 100 км/ч за 8,3 сек.)

## Продажи
|       | Всего   |
| ----- | ------- |
| 1987  | 8,072   |
| 1988  | 275,098 |
| 1989  | 180,242 |
| 1990  | 99,721  |
| 1991  | 69,868  |
| 1992  | 52,451  |
| 1993  | 42,263  |
| 1994  | 64,277  |
| 1995  | 71,762  |
| 1996  | 42,476  |
| Всего | 906,230 |

## Галерея

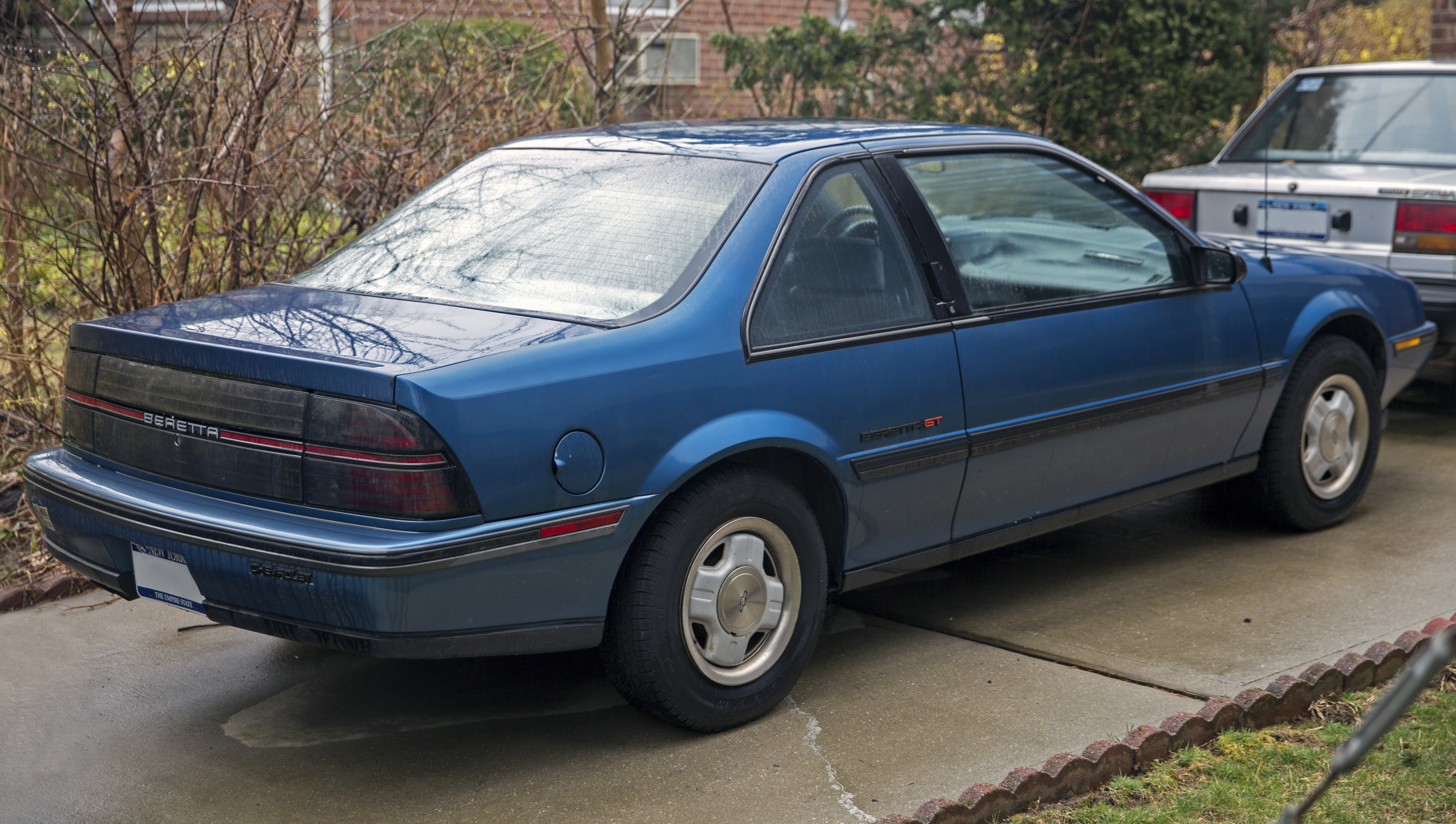
1988 Chevrolet Beretta GT
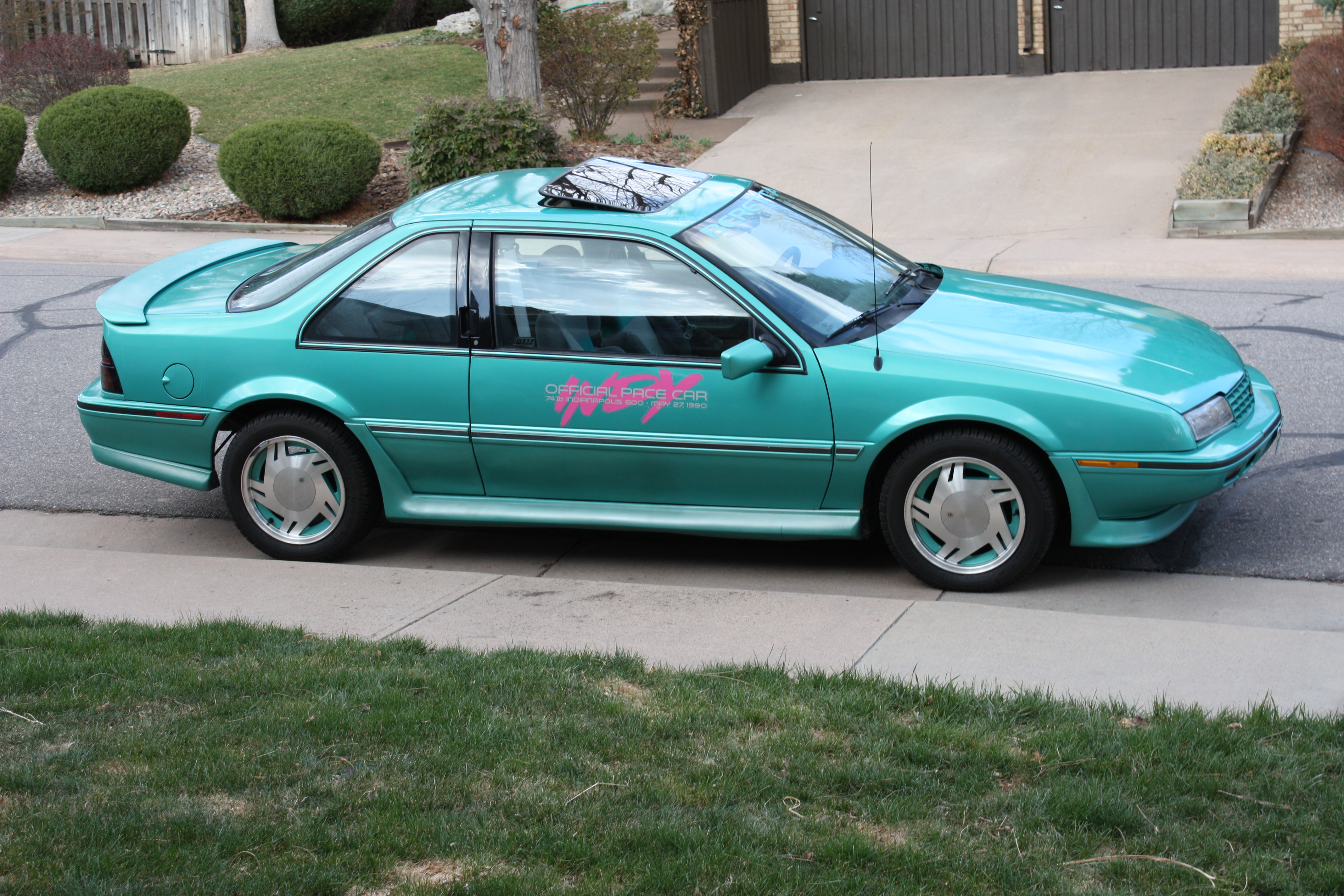
1990 Chevrolet Beretta
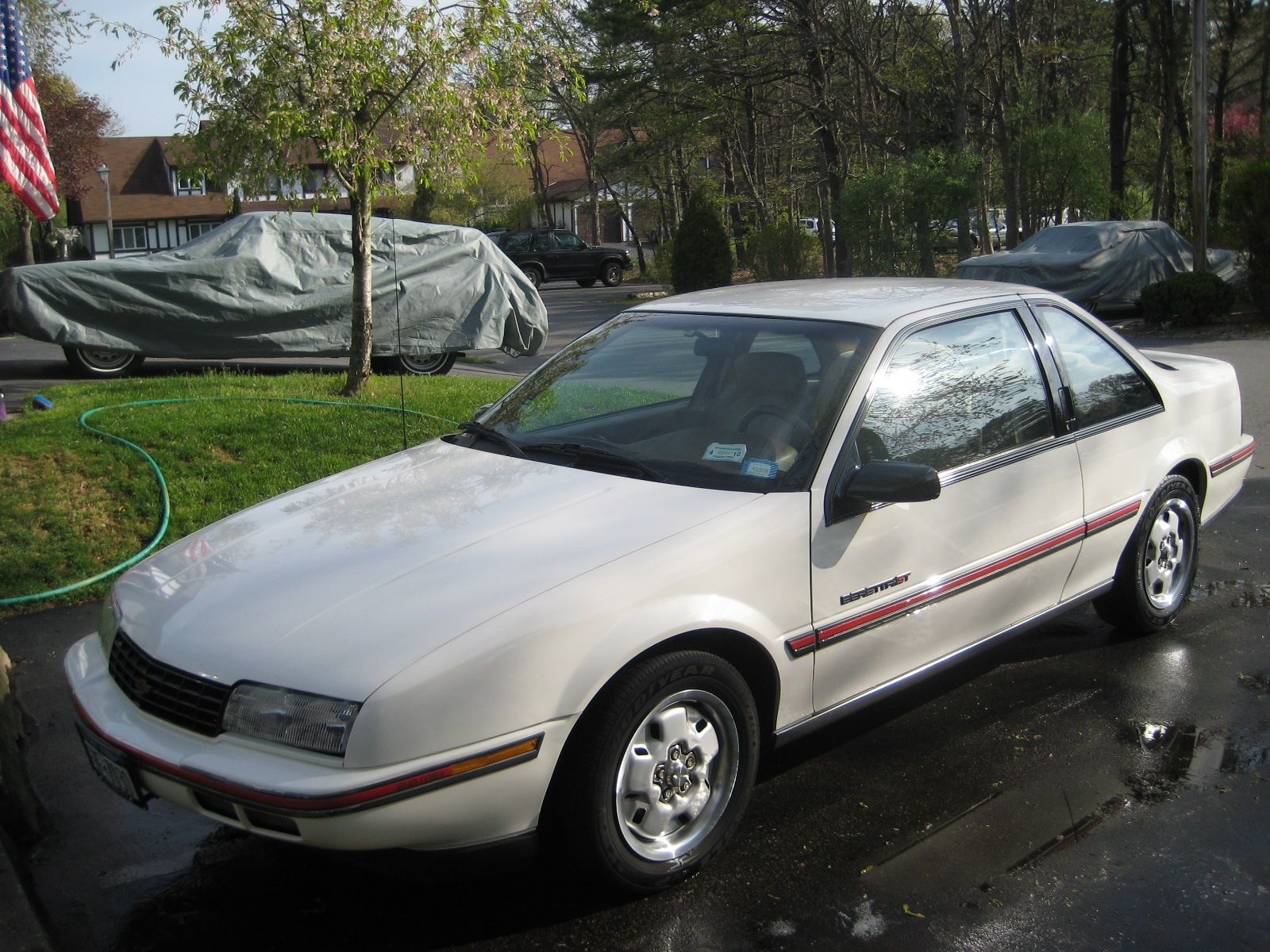
1989 Chevrolet Beretta GT